# マッシモ・マッカローネ
マッシモ・マッカローネ（Massimo Maccarone, 1979年9月6日 - ）は、イタリア・ピエモンテ州ガッリアーテ出身の元サッカー選手。元イタリア代表。現役時代のポジションはFW。

## 経歴
ACミランの下部組織出身。ACミランでの公式戦出場は無く、下部リーグでのレンタル生活が続く。2000年にセリエBのエンポリFCへ完全移籍。エンポリのA昇格に貢献し、2002年にはプレミアリーグのミドルズブラFCへ移籍。移籍金は当時のミドルズブラクラブ史上最高額となる815万ポンドであった。2004年はパルマFC、2005年にはACシエナへレンタルで移籍する。2005-2006シーズンにはUEFA杯にて8試合5ゴールを上げ、チームの準優勝に貢献。2007年1月にはACシエナに完全移籍。
2010年7月にUSチッタ・ディ・パレルモに移籍した。